# Filebo
Filebo (em grego clássico: Φίληβος) é um diálogo platônico que ocupa-se com a dialética e ontologia.
É um diálogo platônico que trata do papel do prazer e da inteligência em uma vida conduzida pelo bem

## Datação
Propõe-se que o trabalho foi composto entre 360 e 347 a.C. e que está entre os últimos dos diálogos posteriores de Platão, muitos dos quais Sócrates não figura como o personagem principal.